# Voir l'éléphant
Pour plus de détails, voir Fiche technique et Distribution.
Voir l'éléphant est un  film français réalisé par Jean Marbœuf et sorti en 1990.

## Synopsis
Dans la région parisienne, les clochards Célestin, Fantasio et La Fringale, squatteurs des quais de la station de métro Liberté, sauvent de la noyade Zoé, une jeune vendeuse tombée accidentellement dans la Seine. Zoé rêve d'aller aux États-Unis et d'y faire une carrière d'artiste. Les trois compères se sentent investis d'une mission : aider Zoé à réaliser son rêve. Pour cela, ils emploient différent moyens, l'un d'entre eux va même se mettre à travailler ! Finalement, c'est Célestin, aristocrate déchu, qui va user de son titre de noblesse pour faire un riche mariage afin d'offrir à Zoé son billet pour les Amériques.

## Fiche technique
- Titre original : Voir l'éléphant
- Réalisation : Jean Marbœuf
- Scénario : Jean Marbœuf
- Dialogues : Jean Marbœuf
- Assistants-réalisation : Thierry Binisti, Jean-Paul Husson
- Musique : Georges Garvarentz
- Photographie : Dominique Bouilleret
- Son : Philippe Arbez, Gérard Lamps
- Montage : Anne-France Lebrun
- Décors : Jérôme Clément, Lucien Eymard
- Costumes : Isabelle Grégoire
- Pays de production :  France
- Tournage : 
  - Langue : français
  - Période : début prises de vue le 6 novembre 1989
  - Extérieurs : Argenteuil (Val-d'Oise), Paris
- Sociétés de production : ARP (Association des Auteurs Réalisateurs Producteurs), Les Films du Chantier
- Société de distribution : AMLF)
- Format : couleur — 35 mm — monophonique
- Genre : comédie[1]
- Durée : 87 minutes
- Date de sortie : 
  - France :  26 septembre 1990
- Mention CNC : tout public (visa no 71589 délivré le 14 septembre 1990)

## Distribution
- Françoise Arnoul : Augusta
- Jean-Marc Thibault : La Fringale
- Bernard Menez : Fantasio
- Michel Duchaussoy : Célestin
- Julie Marbœuf : Zoé
- Jacques Chailleux : le gardien du cimetière aux chiens
- Pierre Cognon : le bleu scribouillard
- Violeta Ferrer : la dame de la SPA
- Pierre Jallaud : l'employeur
- Josiane Lévêque : la mariée
- François Sayad : le commissaire
- Jacques Zimmer : l'ivrogne